# Ernst Zimmerman
Pour les articles homonymes, voir Zimmerman.
Ernst Zimmerman (7 mars 1929 – Gauting, près de Munich, 1er février 1985), fut le PDG de MTU Aero Engines, et le président de l'Association Fédérale de l'Industrie Allemande de l'Air et de l'Espace (en allemand : BDLI).

## Biographie
Le commando Patsy O'Hara de la Fraction armée rouge l'assassine, à Gauting, près de Munich. Les assassins revendiquent l'attentat et annoncent avoir tué l'industriel parce qu'il « représentait le complexe militaire industriel ».